# Бегешка (посёлок)
Бегешка — деревня в Якшур-Бодьинском районе Удмуртской республики.

## География
Находится в центральной части Удмуртии на расстоянии приблизительно 11 км на юг-юго-восток по прямой от районного центра села Якшур-Бодья.

## История
Известен с 1955 года как поселок Кордон Бегешка. С 1971 года современное название. До 2021 год входил в состав Селычинского сельского поселения.

## Население
Постоянное население составляло 16 человек в 2002 году (русские 38 %, удмурты 62 %), 10 в 2012.